# Carol Kaye
Carol Kaye (ur. 24 marca 1935 w Everett w stanie Waszyngton) – amerykańska instrumentalistka i jedna z najbardziej znanych basistek na świecie. W swojej długoletniej karierze, trwającej ponad 50 lat, uczestniczyła w około 10 tysiącach nagrań. W 2025 wprowadzona do Rock and Roll Hall of Fame.